# Чередниченко Василь Прокопович
Васи́ль Проко́пович Чередниче́нко (24 березня 1911 , Городище, Кролевецький повіт, Чернігівська губернія, Російська імперія  — не раніше 1985 ) — український радянський діяч. Депутат Верховної Ради УРСР 1-го скликання (1938–1947).

## Біографія
Народився 24 березня 1911 в родині селянина-бідняка в селі Городище, тепер Коропський район, Чернігівська область, Україна.
1930 року закінчив Вишенську неповну середню (семирічну) школу. Член ВЛКСМ з 1926 року, обирався секретарем комсомольської організації школи. Дякий час був головою комітету незаможних селян села Городище.
З 1930 року — голова сільської ради села Городище Коропського району. З 1931 по 1932 рік — голова сільської ради села Жовтневе Коропського району.
У березні 1932 — 15 жовтня 1933 року — голова сільради сіл Сохачі та Вишеньки (обидва — Коропського району Чернігівської області).
У жовтні 1933 — січні 1936 року — на строковій службі в 61-му Закавказькому залізничному полку військ НКВС СРСР.
Після демобілізації з Червоної армії, з січня 1936 по вересень 1937 року — секретар виконавчого комітету Коропської районної ради Чернігівської області.
Член ВКП(б) з квітня 1937 року. 
15 вересня 1937 — 28 серпня 1941 року — виконувач обов'язків голови, голова виконавчого комітету Коропської районної ради депутатів трудящих Чернігівської області.
26 червня 1938 року обраний депутатом Верховної Ради УРСР 1-го скликання по Кролевецькій виборчій окрузі № 155 Чернігівської області.
З серпня 1941 року — у Червоній армії, учасник німецько-радянської війни. Служив політичним керівником (політруком) кулеметної роти 1-го батальйону 138-ї окремої курсантсько-стрілецької бригади РСЧА. До червня 1942 року брав участь у обороні міста Севастополя від німецьких військ. 30 червня 1942 року був поранений у бою, потрапив у німецький полон. Через місяць, під час перевезення полонених, втік з-під варти й у вересні 1942 року добрався до Коропського району на Чернігівщині.
З вересня 1942 по вересень 1943 року переховувався від німецької окупаційної влади в лісах Коропського, Понорницького і Сосницького районів Чернігівщини.
15 вересня 1943 — 15 липня 1944 року — голова виконавчого комітету Коропської районної ради депутатів трудящих Чернігівської області.
З липня 1944 року — голова виконавчого комітету Ново-Басанської районної ради депутатів трудящих Чернігівської області.

## Нагороди
- орден Вітчизняної війни 2-го ступеня (06.11.1985)
- медалі